# Jacksonport (Arkansas)
Jacksonport es un pueblo ubicado en el condado de Jackson en el estado estadounidense de Arkansas. En el Censo de 2010 tenía una población de 212 habitantes y una densidad poblacional de 236,57 personas por km².

## Geografía
Jacksonport se encuentra ubicado en las coordenadas 35°38′31″N 91°18′29″O / 35.64194, -91.30806. Según la Oficina del Censo de los Estados Unidos, Jacksonport tiene una superficie total de 0.9 km², de la cual 0.9 km² corresponden a tierra firme y (0%) 0 km² es agua.

## Demografía
Según el censo de 2010, había 212 personas residiendo en Jacksonport. La densidad de población era de 236,57 hab./km². De los 212 habitantes, Jacksonport estaba compuesto por el 90.09% blancos, el 5.19% eran afroamericanos, el 1.89% eran amerindios, el 0% eran asiáticos, el 0% eran isleños del Pacífico, el 0% eran de otras razas y el 2.83% pertenecían a dos o más razas. Del total de la población el 1.89% eran hispanos o latinos de cualquier raza.